# Daechi-dong
Daechi-dong é um bairro nobre de Gangnam-gu, Seul, Coreia do Sul. Daechi-dong está dividido em três diferentes “dongs”, que são Daechi 1-dong, 2-dong e 4-dong. Daechi-dong é predominantemente uma área residencial de Gangnam. Como resultado, o setor imobiliário na área é altamente competitivo e caro em comparação com outras partes de Gangnam. O Yangjaecheon é um córrego que atravessa o coração de Daechi-dong.

## Nome e história
O nome Daechi-dong veio da forma chinesa de "Hanti Town", que significava uma vila abaixo de uma grande colina. Daechi-dong teve vários nomes. Logo após a Dinastia Joseon, era referido como Unju-myeon, e fazia parte de Gwangju-gun, Gyeonggi. Posteriormente, em 1 de abril de 1914, o nome foi mudado para Daechi-li, e foi dividido em Unju-myeon, Kwangju-gun. Finalmente se transformou em Daechi-dong e tornou-se parte da cidade de Seul quando os distritos administrativos da cidade foram expandidos em 1 de janeiro de 1963, com a Lei 1172, após a independência da ocupação japonesa. A partir de 1 de outubro de 1975, passou para a administração de Gangnam-gu, do qual faz parte até hoje.

## Educação
Na Coreia, Daechi-dong é chamado de ‘Meca do ensino privado’. Isso é devido, em parte, às elevadas concentrações de hagwons na área. Os preços dos imóveis em Daechi-dong são muito elevados em comparação com o de outros bairros de luxo de Gangnam. É também o lugar que envia a maior porcentagem de estudantes para as chamadas universidades “SKY”: Universidade Nacional de Seul, Universidade da Coreia e Universidade Yonsei. Isso começou na década de 1960, quando hagwons iniciaram a abrir próximos às escolas secundárias com as melhores reputações acadêmicas. Atualmente, existem mais de 950 desses hagwons em Daechi-dong.
Esta infraestrutura educacional atrai muitas famílias para a área, e é uma das principais razões para a alta dos preços imobiliários de Daechi-dong.

## Atrações
- Yangjaecheon
- Seoul Trade Exhibition & Convention Center (SETEC)

## Transportes
O bairro é servido pelas seguintes estações do Metropolitano de Seul:
- Daechi (Linha 3)
- Dogok (Linha 3, Linha Bundang)†
- Hangnyeoul (Linha 3)
- Hanti (Linha Bundang)
- Samseong (Linha 2)
- Seolleung (Linha 2, Linha Bundang)